# James Opie Urmson
James Opie Urmson (Hornsea, 4 de março de 1915 — 29 de janeiro de 2012) foi um filósofo britânico. Ele passou grande parte de sua carreira na Universidade de Oxford, produzindo trabalhos sobre filosofia analítica no pós-guerra, filosofia da linguagem e ética aristotélica. Urmson também foi tradutor e editor de diversas obras, como How to Do Things with Words.

## Obras
Edições
- J. L. Austin How to Do Things with Words
- J. L. Austin Philosophical Papers (com G. J. Warnock)
- Concise Encyclopedia of Western Philosophy and Philosophers (com Jonathan Ree)
- The British Empiricists: Locke, Berkeley, Hume (com John Dunn e A. J. Ayer)

Translations
- Aristotle The Nicomachean Ethics (translated David O. Ross, 1925, Oxford University Press
- Simplicius: Corollaries on Place and Time Cornell University Press (Junho de 1992)
- On Aristotle's "Physics 3 por Simplicius, 2002, ISBN 978-0-8014-3903-2.

Livros
- Philosophical Analysis: Its Development between the Two World Wars, Oxford University Press, 1956
- The Emotive Theory of Ethics (1968)
- The Greek Philosophical Vocabulary, Duckworth (1990)
- Berkeley Oxford University Press, 1982
- Aristotle's Ethics (1988) Blackwell Publishers

Artigos
- "On Grading", Mind (journal)|Mind (April 1950), 59(234):145–169, reimpresso em Logic and Language (Second Series) (ed. Antony Flew, Basil Blackwell, Oxford, 1953)
- "Parenthetical Verbs" Mind (Outubro de 1952), 61(244):480–496.
- "The interpretation of the Moral Philosophy of J. S. Mill", The Philosophical Quarterly, Vol. 3 (1953 pp. 33–39.  Reprinted in Theories of Ethics (ed. Philippa Foot) Oxford University Press, 1967
- "Saints and Heroes", in Essays in Moral Philosophy, A. Melden (ed.), Seattle: University of Washington Press, 1958
- "J. L. Austin" Journal of Philosophy 1965, reimpresso em The Linguistic Turn ed. Richard Rorty, 1967
- "Austin, John Langshaw" in J.O. Urmson, ed., The Concise Encyclopedia of Western Philosophy and Philosophers, p. 54. New York: Hawthorn Books, 1960.
- "The History of Analysis" in The Linguistic Turn ed. Richard Rorty 1967
- "Literature", from George Dickie and R. J. Sclafani, Aesthetics: A Critical Anthology, New York: St. Martin's Press, 1977.
- "Aristotle on Excellence of Character", New Blackfriars Volume 71 Issue 834 Page 33–37, Janeiro de 1990